# Euchorthippus ravus
Euchorthippus ravus är en insektsart som beskrevs av Liang och F.L. Jia 1992. Euchorthippus ravus ingår i släktet Euchorthippus och familjen gräshoppor. Inga underarter finns listade i Catalogue of Life.